# Valerija Kelava
Valerija Kelava (Slovenia, 1990) è una modella slovena.

## Carriera
Inizia la propria carriera nel campo della moda nel 2009, firmando un contratto con l'agenzia NEXT Model Management di Parigi. Debutta a settembre aprendo le sfilate di Christopher Kane a Londra, sfilando anche per Rodarte, Prada, Gianfranco Ferré, Dries van Noten, Alexander McQueen e Miu Miu. In seguito la modella lavorerà anche per importanti marchi come Marni, Missoni, Gucci, Lanvin, Marc Jacobs, Roberto Cavalli, Burberry, Chanel ed altri.
Inoltre la Kelava è stata testimonial per Alice by Temperley, Balenciaga (fotografata da Steven Meisel), Burberry Blue Label, Céline (fotografata da Juergen Teller), Nino Cerruti, Citizen, Prada e Versace (fotografata da Mario Testino). A luglio ha lasciato la Next Models per firmare un nuovo contratto con la Ford Models, e contemporaneamente è stata segnalata dal sito Models.com come una delle venti modelle più influenti.

## Agenzie
- Oui Management - Parigi
- Ford Models - New York
- Tess Management - Londra
- Monster Management - Milano